# 레고 반지의 제왕
레고 반지의 제왕(Lego The Lord of the Rings)은 레고에서 반지의 제왕 삼부작에 등장하는 건축물, 인물을 레고로 형상화시킨 장난감 시리즈이다.
헬름 협곡 전투, 오르상크의 탑 등 여러 가지 모습을 레고로 담았으며, 레고 호빗 시리즈도 존재한다.

## 같이 보기
- 레고 캐슬
- 레고 무비
- 레고 무비 2